# 米勒縣 (密蘇里州)
米勒县（英語：Miller County）是美国密蘇里州的一個縣，位於該州的地理中心，面積1,554平方公里。根據2020年美國人口普查，共有人口24,722人。縣治塔斯坎比亞（Tuscumbia）。該縣成立於1837年2月6日，本縣紀念曾任密蘇里州州長、聯邦眾議員的約翰·米勒。